# Kírovski (Krasnodar)
Kírovski (del ruso: Кировский) es un posiólok del raión de Mostovskói del krai de Krasnodar, en Rusia. Está situado en la orilla derecha del río Málaya Labá, constituyente del río Labá, de la cuenca del río Kubán, 52 km al suroeste de Mostovskói y 181 al sureste de Krasnodar, la capital del krai. Tenía 3 habitantes en 2010.
Pertenece al municipio Psebaiskoye.